# Tommy Reffell

a Compétitions nationales et continentales officielles uniquement.

b Matchs officiels uniquement.
Dernière mise à jour le 20 mars 2024.
Tommy Reffell, né le 27 avril 1999 à Bridgend (pays de Galles), est un joueur international gallois de rugby à XV évoluant au poste de troisième ligne aile. Il joue en Premiership au sein du club des Leicester Tigers depuis 2017.
Sa cousine, Megan Webb, est également une joueuse internationale galloise de rugby à XV.

## Biographie

### Jeunesse et formation
Tommy Reffell naît à Bridgend au pays de Galles, il grandit ensuite à Pencoed. C'est dans cette localité qu'il commence le rugby à XV au sein du club de Pencoed RFC (en) dès ses quatre ans, il y joue jusque dans la catégorie des moins de 16 ans. Par la suite, il rejoint l'Academy (centre de formation) des Ospreys puis celle des Leicester Tigers à l'âge de quinze ans.
Il commence tout d'abord par jouer au poste de centre, toutefois, il développe une certaine attirance pour le contact et les zones de ruck, il est donc finalement placé en troisième ligne aile côté ouvert (n°7), position qu'il affectionne particulièrement.
Durant sa jeunesse, il est scolarisé à la Pencoed Comprehensive School, puis lorsqu'il rejoint l'Angleterre il étudie au Wyggeston and Queen Elizabeth I College (en).
Au niveau international jeune, il est sélectionné par l'équipe du pays de Galles des moins de 18 ans, il en est d'ailleurs le capitaine.

### Début de carrière professionnelle (2017-2021)
Tommy Reffell fait ses débuts professionnels en novembre 2017 avec les Tigers, à l'âge de dix-huit ans, lors d'une défaite 33-31 contre Bath en coupe anglo-galloise,. Par la suite, il rejoint la sélection galloise des moins de 20 ans à l'occasion du Tournoi des Six Nations des moins de 20 ans 2018 où il est également nommé capitaine. Il dispute quatre rencontres en tant que titulaire durant cette compétition. Quelques mois plus tard, il est retenu pour le Championnat du monde junior, tout en continuant son capitanat. Il joue cinq rencontres dans la compétition.
Il ne rejoue en club avec les professionnels qu'à partir de la saison suivante, lorsqu'il fait ses débuts en Coupe d'Europe contre l'Ulster en octobre 2018. Il dispute cinq autres rencontres cette saison-là et inscrit son premier essai professionnel contre les Worcester Warriors,. Durant la saison, en début d'année 2019, il est de nouveau sélectionné en tant que capitaine pour le Tournoi des Six Nations des moins de 20 ans, mais il se blesse dès la première rencontre contre la France. Il ne fait son retour en sélection que pour le Championnat du monde junior mais il perd son titre de capitaine au profit du talonneur Dewi Lake. Il est titulaire durant les cinq rencontres que dispute sa sélection.
À partir de la saison 2019-2020, il est promu dans l'effectif senior des Tigers,. Il fait alors ses débuts en Premiership cette saison-là, étant titularisé pour la première journée du championnat. En mars 2020, il reçoit le prix de la révélation de l'année en coupe d'Angleterre après ses bonnes prestations dans la compétition. Il s'inscrit dans la rotation de l'effectif de son équipe, disputant vingt-et-une rencontre dont quatorze titularisations.
Lors de la saison 2020-2021, il continue de progresser et attire l'attention des sélectionneurs du pays de Galles et de l'Angleterre pour une éventuelle sélection, il a le choix entre ces deux nations, la première car il y est né et la seconde après y avoir vécu plusieurs années, toutefois il n'est finalement retenu par aucune sélection. En fin de saison, il est remplaçant lors de la finale de Challenge européen perdu par son club face au Montpellier Hérault rugby. Cette saison-là, il dispute treize rencontres en tant que titulaire sur dix-neuf disputés.

### Titulaire aux Leicester Tigers, champion d'Angleterre et découverte du niveau international (depuis 2022)
La saison 2021-2022 est celle où il explose réellement, il devient le titulaire de son club au poste de n°7. Il participe grandement à la bonne saison de son équipe en étant titulaire lors des phases finales du championnat d'Angleterre et est sacré champion contre les Saracens. Cette saison-là, il participe à vingt-quatre rencontres de championnat sur vingt-six et dispute également les six matchs de Coupe d'Europe de son équipe, se positionnant alors comme un joueur important de l'effectif. À l'issue de la saison, il est finalement sélectionné pour la première fois en équipe du pays de Galles pour les tests d'été 2022. Il fait ensuite ses débuts internationaux pendant cette tournée en étant titularisé contre l'Afrique du Sud lors des trois matchs de la tournée. Il est notamment élu homme du match lors du second test où le pays de Galles signe une victoire historique en Afrique du Sud, la première de son histoire,.
La saison suivante, il continue sur sa lancée de la saison précédente, il inscrit notamment un doublé sur la pelouse des Harlequins, contribuant au succès 27-19, avec bonus offensif, de son équipe lors de la sixième journée du championnat d'Angleterre, durant la rencontre il est également l'auteur d'un plaquage permettant d'éviter un essai de leurs adversaires. En novembre, il est appelé par le sélectionneur du pays de Galles, Wayne Pivac. Il joue une seule rencontre contre les All Blacks,. Le nouveau sélectionneur du XV du Poireau, Warren Gatland, le sélectionne pour le Tournoi des Six Nations 2023. Lors du premier match, il est remplaçant, ensuite il est titularisé pour la deuxième journée de la compétition, pour la première fois dans le Tournoi. Il joue les trois journées suivantes en tant que remplaçant, son équipe termine à une décevante cinquième place avec seulement une victoire face à l'Italie. En fin de saison, en mai, il réalise seize plaquages et trois turnovers durant la demi-finale de Premiership perdue face aux Sale Sharks,. Le même mois, Warren Gatland le convoque dans une pré-liste de 54 joueurs pour préparer la Coupe du monde.
Finalement, en août, il fait partie du groupe final amené à disputer la compétition. Il est aligné sur le banc des remplaçants dès la première journée de la poule C contre les Fidji. Par la suite, il déclare forfait peu de temps avant le match de la deuxième journée qu'il est censé débuter, puis ne dispute que le dernier match de poule où il est titulaire contre la Géorgie. Lors de cette rencontre, il réalise une bonne performance avec notamment dix-neuf plaquages et quatre turnovers réussis, il est alors nommé homme du match. De ce fait, il convainc son sélectionneur de l'aligner en tant que titulaire pour le quart de finale contre l'Argentine, un choix également influencé par le forfait de Taulupe Faletau, cependant son équipe est éliminée de la compétition par ces derniers sur le score de 28 à 17.
De retour de la Coupe du monde, lors de son troisième match de la saison 2023-2024, il se montre décisif en étant élu homme du match pendant la victoire de son équipe 26 à 17 contre les Northampton Saints à l'occasion de la sixième journée de Premiership. Deux journées plus tard, face aux Newcastle Falcons il inscrit le premier triplé de sa carrière et contribue à la victoire des siens avec bonus offensif sur le score de 47 à 3 tout en étant une nouvelle fois élu homme du match. En janvier 2024, il est sélectionné pour le Tournoi des Six Nations. Titulaire pendant la compétition, il est l'auteur de bonnes performances malgré les défaites de son équipe,,. Sa sélection termine la compétition à la dernière place sans avoir remporté un match et récolte la cuillère de bois.

## Famille
Sa cousine, Megan Webb, est une joueuse internationale galloise de rugby à XV.

## Statistiques

### En club
| Saison                 | Club                   | Compétition              | Matchs | Points | Essais |
| ---------------------- | ---------------------- | ------------------------ | ------ | ------ | ------ |
| 2017-2018              | Leicester Tigers       | Coupe anglo-galloise     | 1      | -      | -      |
| 2018-2019              | Leicester Tigers       | Challenge européen       | 2      | -      | -      |
| 2018-2019              | Leicester Tigers       | Coupe d'Angleterre       | 4      | 5      | 1      |
| 2019-2020              | Leicester Tigers       | Championnat d'Angleterre | 13     | -      | -      |
| 2019-2020              | Leicester Tigers       | Challenge européen       | 4      | 5      | 1      |
| 2019-2020              | Leicester Tigers       | Coupe d'Angleterre (en)  | 4      | 5      | 1      |
| 2020-2021              | Leicester Tigers       | Championnat d'Angleterre | 15     | 10     | 2      |
| 2020-2021              | Leicester Tigers       | Challenge européen       | 4      | 5      | 1      |
| 2021-2022              | Leicester Tigers       | Championnat d'Angleterre | 24     | 10     | 2      |
| 2021-2022              | Leicester Tigers       | Coupe d'Europe           | 6      | -      | -      |
| 2021-2022              | Leicester Tigers       | Coupe d'Angleterre (en)  | 1      | -      | -      |
| 2022-2023              | Leicester Tigers       | Championnat d'Angleterre | 17     | 20     | 4      |
| 2022-2023              | Leicester Tigers       | Champions Cup            | 5      | -      | -      |
| 2023-2024              | Leicester Tigers       | Championnat d'Angleterre | 7      | 15     | 3      |
| 2023-2024              | Leicester Tigers       | Champions Cup            | 2      | -      | -      |
| Total Leicester Tigers | Total Leicester Tigers | Total Leicester Tigers   | 109    | 75     | 15     |

### Statistiques en équipe nationale
Tommy Reffell compte 27 capes en équipe du pays de Galles, dont 18 en tant que titulaire, depuis sa première sélection le 2 juillet 2022 face à l'équipe d'Afrique du Sud. Il inscrit un essai, cinq points.
Il participe à une édition de la Coupe du monde en 2023, il dispute trois rencontres dont deux en tant que titulaire.
| Année | Compétition    | Matchs | Points | Essais |
| ----- | -------------- | ------ | ------ | ------ |
| 2022  | Test matchs    | 4      | 5      | 1      |
| 2023  | Six Nations    | 5      | -      | -      |
| 2023  | Test matchs    | 1      | -      | -      |
| 2023  | Coupe du monde | 3      | -      | -      |
| 2024  | Six Nations    | 5      | -      | -      |
| Total | Total          | 18     | 5      | 1      |

| Numéro | Date            | Lieu                      | Adversaire     | Compétition | Résultat | Score |
| ------ | --------------- | ------------------------- | -------------- | ----------- | -------- | ----- |
| 1      | 16 juillet 2022 | Cape Town Stadium, Le Cap | Afrique du Sud | Test match  | Défaite  | 30-14 |

## Palmarès

### En club
- Vainqueur du championnat d'Angleterre en 2022 avec les Leicester Tigers.
- Finaliste du Challenge européen en 2021 avec les Leicester Tigers.

### En équipe nationale
Néant

#### Tournoi des Six Nations
| Édition          | Rang | Résultats Pays de Galles | Résultats Reffell | Matchs Reffell |
| ---------------- | ---- | ------------------------ | ----------------- | -------------- |
| Six Nations 2023 | 5e   | 1 v, 0 n, 4 d            | 1 v, 0 n, 4 d     | 5/5            |
| Six Nations 2024 | 6e   | 0 v, 0 n, 5 d            | 0 v, 0 n, 5 d     | 5/5            |

Légende : v = victoire ; n = match nul ; d = défaite ; la ligne est en gras quand il y a Grand Chelem.